# Lazac Lokvarski
Lazac Lokvarski falu Horvátországban, Tengermellék-Hegyvidék megyében. Közigazgatásilag Lokvéhoz tartozik.

## Fekvése
Fiume központjától 23 km-re keletre, községközpontjától 3 km-re északnyugatra a Hegyvidéken a község északi határán fekszik.

## Története
1880-ban 13, 1910-ben 12 lakosa volt. 1920-ig Modrus-Fiume vármegye Delnicei járásához tartozott. 2011-ben a falunak 18 lakosa volt.

## Lakosság
| Lakosság változása | Lakosság változása | Lakosság változása | Lakosság változása | Lakosság változása | Lakosság változása | Lakosság változása | Lakosság változása | Lakosság változása | Lakosság változása | Lakosság változása | Lakosság változása | Lakosság változása | Lakosság változása | Lakosság változása | Lakosság változása |
| ------------------ | ------------------ | ------------------ | ------------------ | ------------------ | ------------------ | ------------------ | ------------------ | ------------------ | ------------------ | ------------------ | ------------------ | ------------------ | ------------------ | ------------------ | ------------------ |
| 1857               | 1869               | 1880               | 1890               | 1900               | 1910               | 1921               | 1931               | 1948               | 1953               | 1961               | 1971               | 1981               | 1991               | 2001               | 2011               |
| 0                  | 0                  | 13                 | 9                  | 7                  | 12                 | 16                 | 5                  | 0                  | 24                 | 45                 | 45                 | 22                 | 34                 | 22                 | 18                 |